# Rhythm in Space

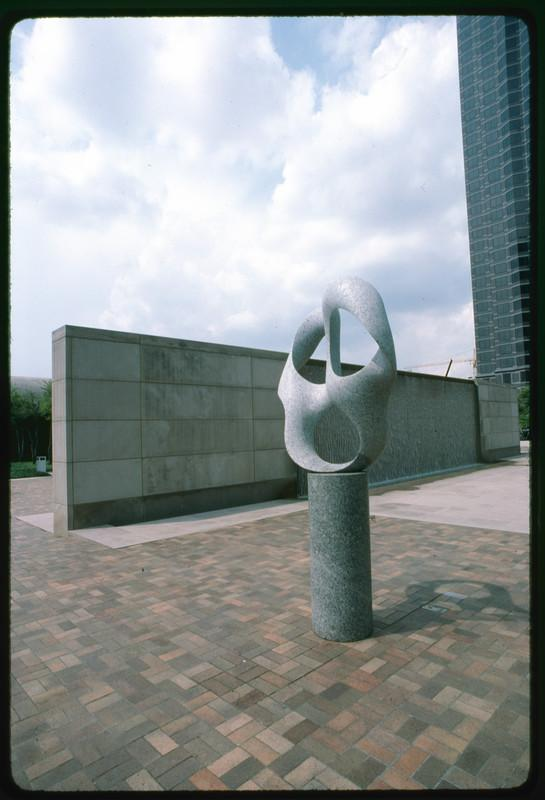
Foto della scultura Rhythm in Space scattata da André Corboz

Rhythm in Space è il titolo di almeno due sculture realizzate dall'artista svizzero Max Bill. La prima scultura da lui realizzata che porta questo nome è stata creata nel 1962 utilizzando il granito. Fa parte del patrimonio del Dallas Museum of Art, Foundation for the Arts Collection, a cui è stata donata dalla moglie di James H. Clark, ma attualmente non è esposta. Si tratta di una scultura astratta costituita da una colonna coronata da tre anelli sovrapposti, i cui bordi esterni sono contigui a quelli interni. Le misure sono 144.7 x 49.5 x 149.8 cm (57 x 19 1/2 x 59 in.).
Cinque anni dopo Max Bill realizza un'altra scultura a cui attribuisce lo stesso titolo, ma che presenta alcune caratteristiche diverse. Il materiale prescelto questa volta è la diorite nera e le dimensioni sono diverse: 260 cm × 150 cm × 91 cm (103 in × 60 in × 36 in). Quest'ultima scultura è collocata presso il Lynden Sculpture Garden a Milwaukee, Wisconsin.